# Peter af Oldenburg (1868-1924)
Hertug Peter Aleksandrovitj af Oldenburg (født 9. november 1868 i Sankt Petersborg, død 11. marts 1924 i Biarritz i Frankrig) var den eneste søn af Hertug Alexander af Oldenburg og hans kone prinsesse Eugenia af Leuchtenberg. Selv om han havde en tysk titel og slægt, var Peter født og voksede op i Sankt Petersborg som medlem af den udvidede russiske kejserfamilie. Han var oldebarn af storfyrstinde Katarina Pavlovna af Rusland.

## Eksterne links
- Wikimedia Commons har flere filer relateret til Peter af Oldenburg (1868-1924)